# Club Deportivo Técnico Universitario
Maillots
Actualités
Le Club Deportivo Técnico Universitario est un club équatorien de football basé à Ambato.

## Palmarès
- Championnat d'Équateur de football
  - Vice-champion : 1978, 1980
- Championnat d'Équateur de football D2
  - Champion : 1977, 1981, 1999, 2002
  - Vice-champion : 1995
- Copa Libertadores
  - Premier tour : 1979, 1981
- Coupe CONMEBOL
  - Premier tour : 1997